# Rajampet
Rajampet es una ciudad y  nagar Panchayat situada en el distrito YSR en el estado de Andhra Pradesh (India). Su población es de 54050 habitantes (2011). Se encuentra a 51 km de Kadapa.

## Demografía
Según el censo de 2011 la población de Rajampet era de 54050 habitantes, de los cuales 27052 eran hombres y 26998 eran mujeres. Rajampet tiene una tasa media de alfabetización del 77,99%, superior a la media estatal del 67,02%.